# Герб Праї-да-Віторії
Ге́рб Пра́ї-да-Віто́рії — офіційний символ міста Прайя-да-Віторія, Португалія. Використовується як територіальний герб. У золотому щиті червоний лев, що стоїть на задніх лапах. Обабіч нього дві зелені пальмові гілки. У главі щита яструб натурального кольору, що летить і тримає в лапах португальський щиток. Щит увінчує срібна мурована міська корона з п'ятьма вежами.  Під щитом біла стрічка, на якій великими літерами напис португальською: «mui notável cidade da Praia da Vitória» (найвидатніше місто Прая-да-Віторія).  Офіційно затверджений 20 червня 1981 року. Створений на основі попереднього містечкового герба, ухваленого 11 серпня 1939 року. 

## Галерея

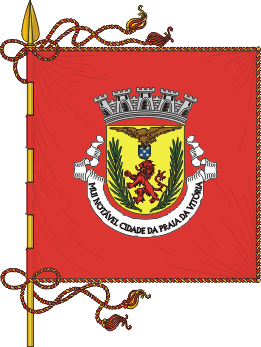
Прапор
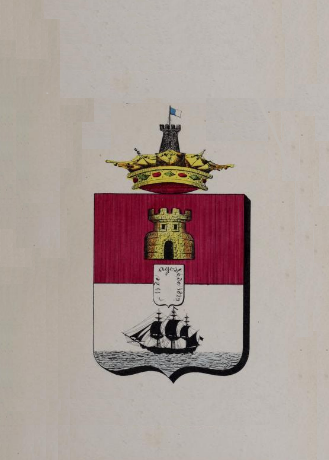
Герб (1890)